# Бостонский атенеум
Бостонский атенеум (англ. Boston Athenæum) — старейшая библиотека (Subscription library) и музей в Бостоне, штат Массачусетс.
Ресурсы атенеума включают в себя большое собрание книг и художественную галерею: количество книг — более 100 000 томов; коллекция произведений искусства — более 100 000 экспонатов.
Бостонский атенеум известен многими выдающимися деятелями США, которые были его подписчиками, в их числе: Ральф Эмерсон, Натаниэль Хоторн, Луиза Олкотт, Оливер Венделл старший, Оливер Холмс младший, Джон Адамс, Маргарет Фуллер, Фрэнсис Паркман, Эми Лоуэлл, Джон Кеннеди и Эдвард Кеннеди.

## История
В 1803 году выпускник Гарварда — Финеас Адамс (Phineas Adams), проживавший в Новой Англии, основал в журнал The Monthly Anthology, or Magazine of Polite Literature. Он покинул этот регион в 1804 году, не имея достаточных средств для продолжения издания. Но издательская компания Munroe & Francis убедили других людей внести свой вклад и продолжить выпуск журнала уже под новым названием The Monthly Anthology and Boston Review. К 1805 году они же основали Антологический клуб.

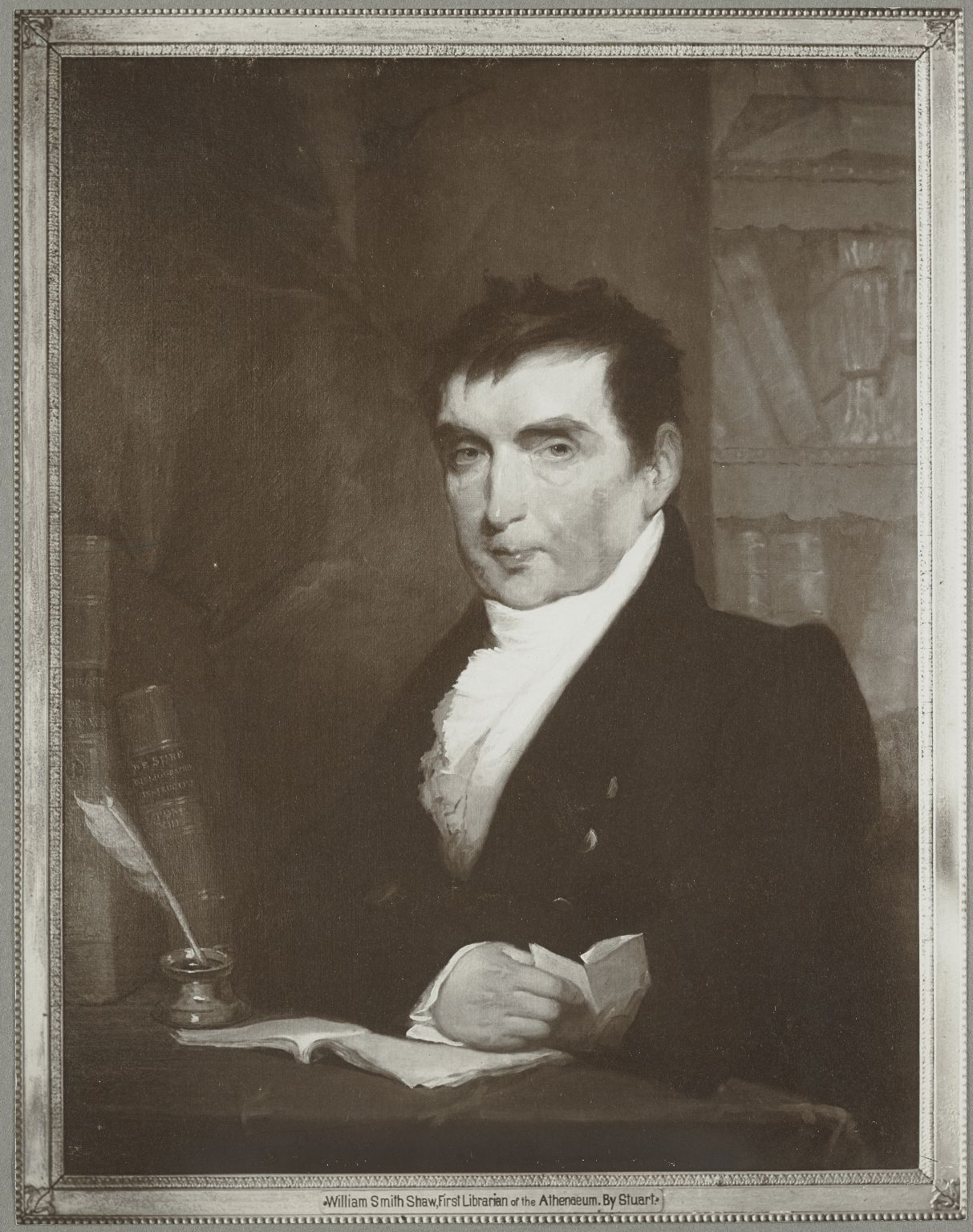
Портрет Уильяма Шоу работы Гилберта Стюарта

Именно членами этого клуба-сообщества в 1807 году был открыт Boston Athenæum, который вначале планировался как читальный зал. Первый его библиотекарь — Уильям Смит Шоу — и новые попечители имели амбициозные планы относительно атенеума, основываясь на подобном заведении в Англии — Ливерпульского атенеума. Их видение своего атенеума было расширено за счет включения в него библиотеки и художественной галереи, а также экспозиции из коллекций монет. Этот амбициозный проект существует и развивается до сих пор, верным идеалу, выраженному в логотипе бостонского атенеума, придуманном в 1814 году: «Literarum fructus dulces».
Первые годовые подписки атенеума продавались за десять долларов, и только членам было разрешено входить в его помещения, хотя они могли приводить и гостей. Сначала Boston Athenæum арендовал помещение, затем в 1809 году купил небольшой дом, примыкающий к бостонскому кладбищу King's Chapel Burying Ground, а в 1822 году переехал в особняк на Pearl Street, где в течение четырёх лет к нему были добавлены лекционный зал и галерея.
В 1823 году Уильям Шоу ушел с должности библиотекаря, и две библиотеки — King’s Chapel Library и Theological Library, принадлежавшие Boston Association of Ministers, были переданы в атенеум. В 1827 году была открыта картинная галерея и состоялась первая ежегодная выставка. Книгами атенеума можно было пользоваться в его помещениях, и только в 1830 году их выдавали на руки, не более четырёх экземпляров.
К началу 1840-х годов улица Pearl Street быстрорастущего Бостона была застроена коммерческими зданиями, преимущественно складами. Попечители атенеума, с целью облегчения доступа к нему, решили построить новое здание. В 1847 году был заложен первый камень на улице Beacon Street снова рядом с кладбищем Гранари. В 1849 году новое здание было открыто: на его первом этаже располагалась галерея скульптур, на втором — библиотека, на третьем — картинная галерея. Архитектором был американский художник Эдвард Кэбот. Первыми скульптурами бостонского атенеума стали работы Джона Фрейзи.
В 1869 году библиотекарем атенеума стал Чарльз Каттер, сменивший Уильяма Пула. Он создал свою собственную систему классификации атенеума, известную как Расширенная классификация. Позже эта система классификации стала основой Библиотеки Конгресса США.
Многие из попечителей Boston Athenæum участвовали в создании Бостонского музея изящных искусств, который в 1872—1876 годах проводил свои выставки в галерее атенеума в ожидании завершения строительства собственного здания.
В 1913—1914 годах Бостонский атенеум нанял архитектурную фирму Bigelow and Wadsworth для расширения здания. В результате существенно было расширено пространство атенеума, был добавлен красивый читальный зал на пятом этаже и помещение для попечителей на четвёртом этаже, также была улучшена противопожарная защита здания.
В 1966 году Boston Athenæum был объявлен национальным историческим памятником. В период с 1999 по 2002 год в нём был проведен капитальный ремонт, в результате которого была обновлена система климат-контроля, увеличено место для книг и расширено пространство галереи на первом этаже.
В мае 2020 года директором Бостонского атенеума была назначена Лия Розовски.

Старинные иллюстрации
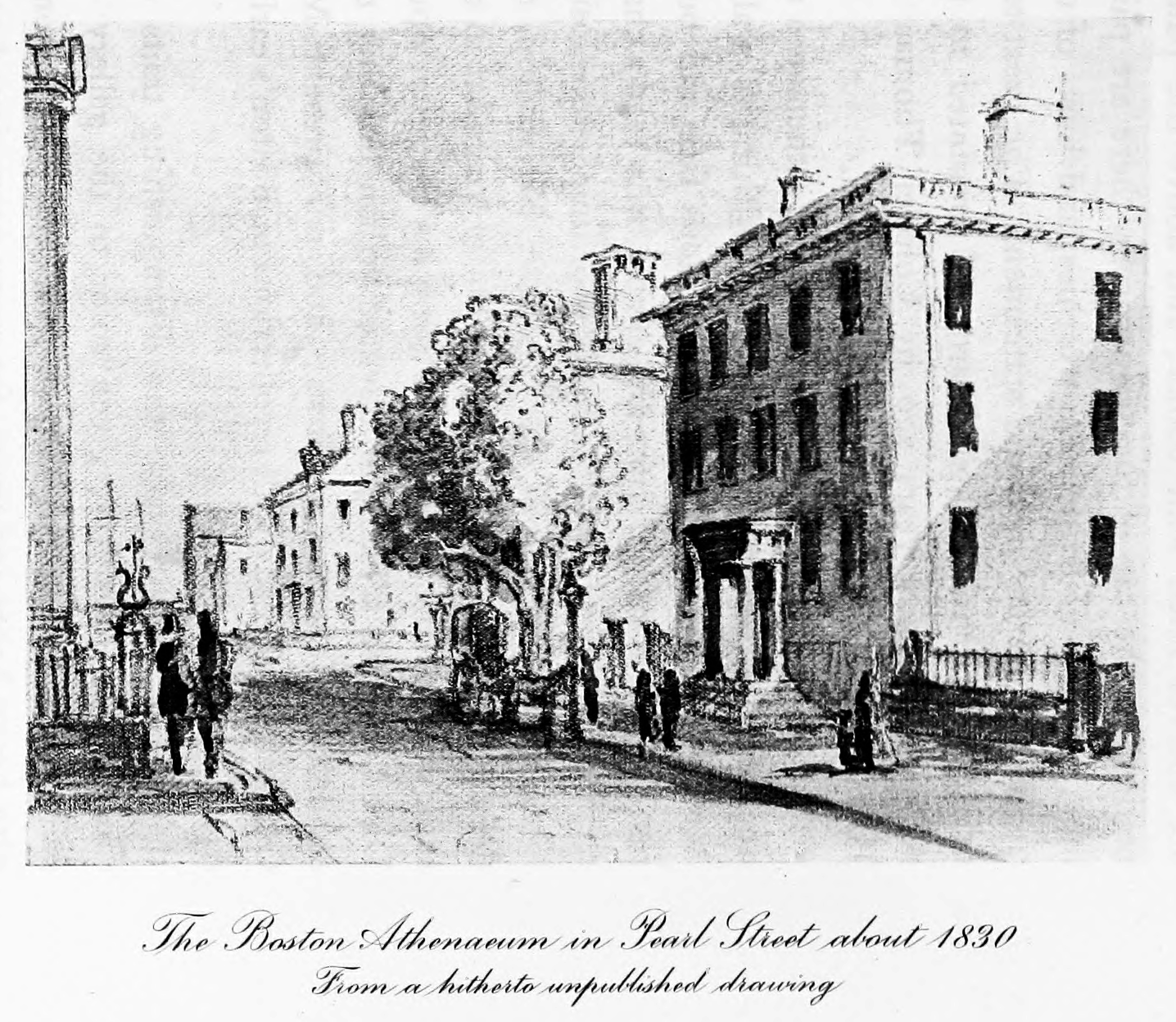
Athenæum, Pearl Street, 1830
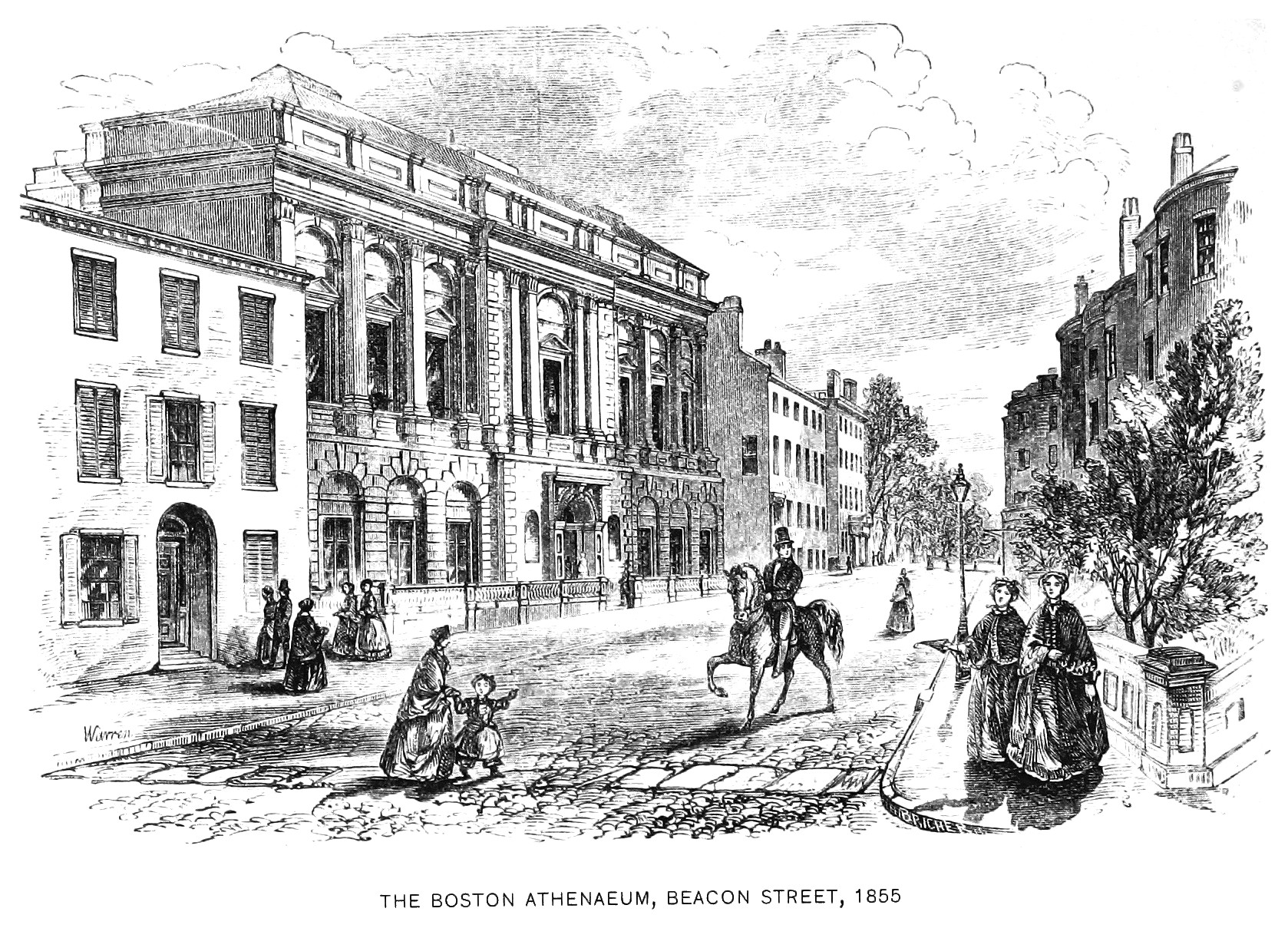
Boston Athenaeum, Beacon Street, 1855
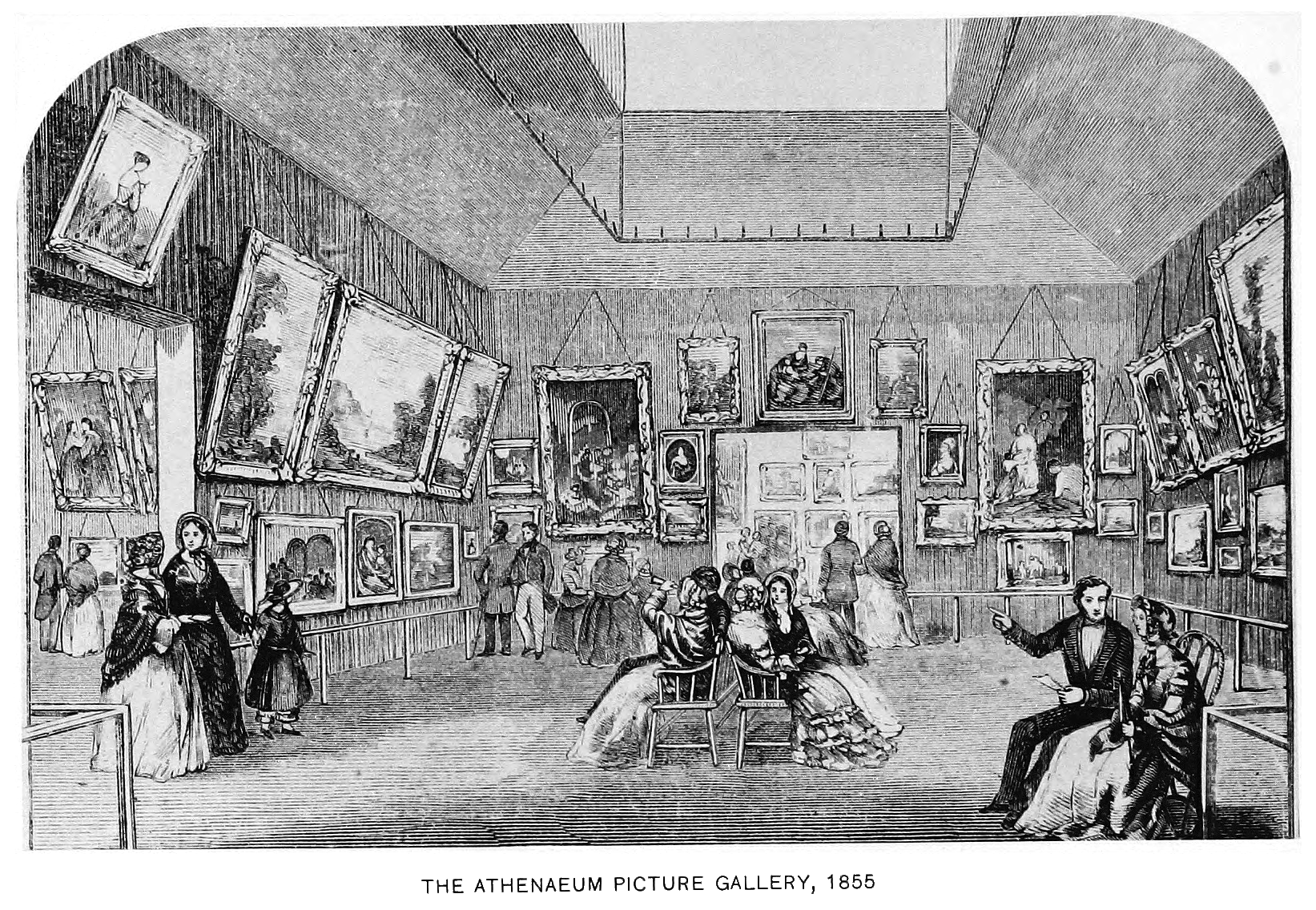
Interior, 1855
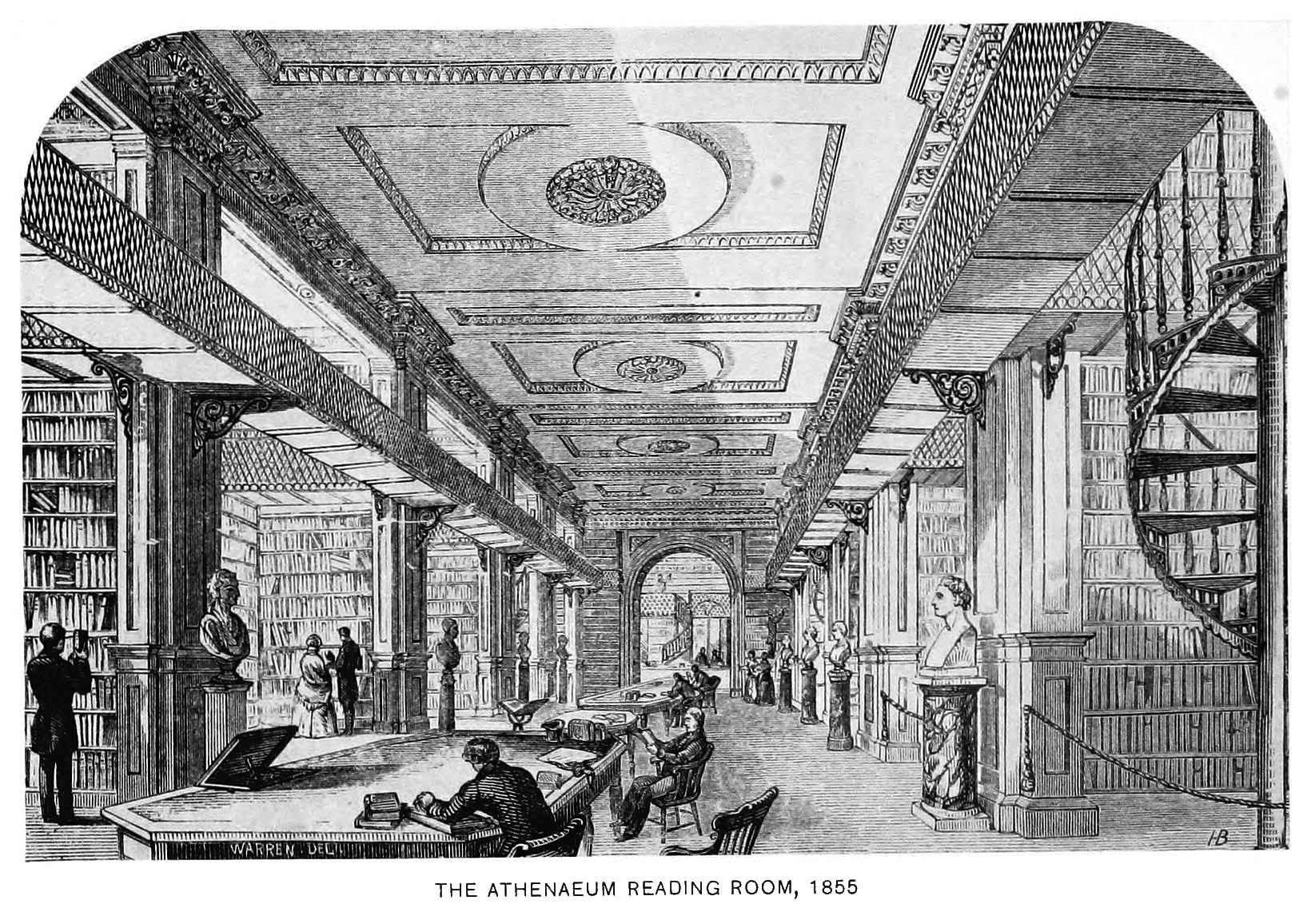
Interior, 1855